# Ильина, Наталия Иосифовна
Ната́лия Ио́сифовна Ильина́ (6 (19) мая 1914, Санкт-Петербург — 19 января 1994, Москва) — русская писательница и журналистка, критик, публицист.

## Биография
Эмигрировала в 1920 году с семьёй в Харбин, там же окончила гимназию. Её мать — Екатерина Дмитриевна Воейкова-Ильина, дворянка из старинного рода Воейковых, отец — Иосиф Сергеевич Ильин, белогвардейский офицер. С 1936 г. в Шанхае, работала журналисткой в ряде шанхайских изданий, была одной из обитательниц Дома русской женщины.
В 1947 году репатриировалась в СССР; окончила Литературный институт в Москве.
Печаталась в журналах «Крокодил», «Юность», «Новый мир» и др. как критик и фельетонист.
В 1984 году была удостоена премии «Золотой телёнок» «Литературной газеты» («Клуба 12 стульев»).
Похоронена на Востряковском кладбище.

### Личная жизнь. Семья
Происходит из аристократической семьи (мать — из дворянского рода Воейковых), отец — Иосиф Ильин, военный, впоследствии мемуарист. Сестра Ольга.
Первый брак (в шанхайский период) — с Львом Викторовичем Гроссе, сыном В. Ф. Гроссе, поэтом, репрессированным после репатриации в СССР.
Второй брак (после репатриации) — с Александром Александровичем Реформатским, известным советским профессором-лингвистом.
Сестра Ольга Иосифовна Лаиль, писатель (1917—2017). Жила во Франции.
Племянница писательницы — Вероника Жобер — профессор-русист, работает в Сорбонне.

## Творчество
Наиболее известна её художественно-мемуарная проза, отразившая личный опыт пребывания в эмиграции в Китае («Возвращение», кн. 1—2, 1957—1965), встречи со многими деятелями русской культуры (включая А. А. Ахматову, К. И. Чуковского, А. Н. Вертинского); также воспоминания о муже, известном лингвисте А. А. Реформатском («Дороги и судьбы», 1985; «Встречи», 1987).

### Произведения
- 1957 — «Возвращение» 1-я книга. М.: «Советский писатель».
- 1960 — «Внимание: опасность!» Литературные фельетоны и пародии. М.: Издательство «Правда». Библиотека Крокодила N° 1.
- 1964 — «Не надо оваций». М.: Издательство «Правда». Библиотека Крокодила N° 14.
- 1966 — «Возвращение», 2-я книга. М.: «Советский писатель».
- 1968 — «Что-то тут не клеится». Фельетоны. М.: Издательство «Правда». Библиотека Крокодила N° 11.
- 1971 — «Тут все написано». М.: Издательство «Правда». Библиотека Крокодила № 23 (652).
- 1974 — «Светящиеся табло». Фельетоны разных лет. М.: «Советский писатель».
- 1980 — «„Судьбы“. Из давних встреч» М.: «Советский писатель».
- 1983 — «Дороги». Автобиографическая проза. М. «Советский писатель».
- 1985 — «Дороги и судьбы». М.: «Советский писатель». Переиздания в 1988 и 1991 годах.
- 1989 — «Белогорская крепость». М.: «Советский писатель».

### Посмертные публикации
- 1994 — Наталия Ильина. «Тихий океан». «Вопросы литературы». № 1.
- 2000 — Наталия Ильина. «Из последней папки. Записи разных лет. 1957—1993». «Октябрь», № 6.
- 2000 — «Переписка Лидии Гинзбург и Наталии Ильиной». «Знамя», № 3.

### Статьи, рецензии о ней
- 1983 — И. Грекова. «Разветвление дорог». «Октябрь», № 10. Писатель о писателе. с. 192.

### Экранизации
- 1985 — Золотая рыбка (телеспектакль).

Журнальные публикации
- Литературная газета

Литературная газета. 144. 3 декабря 1955 г.
Наталия Ильина. «Рецепт составления рассказов на воспитательную тему» (фельетон).
Литературная газета. 10. 24 января 1956 г.
Наталия Ильина. «Интервью, которых не было» (фельетон)
Литературная газета. 127. 22 октября 1963 г.
Наталия Ильина. «Последний рейс». Осенний фельетон о летних впечатлениях.
Литературная газета. 142. 28 ноября 1963 г.
Наталия Ильина. «Не надо оваций»
Литературная газета. 22. 20 февраля 1965 г.
Наталия Ильина. «Несостоявшаяся повесть, или фантастические происшествия в городе Новомосковске»
Литературная газета. 4 января 1984 г.
Наталия Ильина. «Однажды осенью…» Фельетон о фельетонах
Литературная газета. 7 июня 2000 г.
Наталия Ильина. «Из последней папки» Записи разных лет (1957—1993)
- Октябрь
- Наталия Ильина. Корней Иванович Чуковский. Октябрь. 6. 1976. с.129-143 Наталия Ильина. Корней Иванович Чуковский. Очерк второй Октябрь. 7. 1976. с.121-130 Наталия Ильина.Дороги Автобиографическая проза Октябрь. 4. 1982. с.111-161 Наталия Ильина. Дом на берегу океана Из книги «Дороги» Октябрь. 10. 1982. с.106-161 Наталия Ильина. Реформатский Из автобиографической прозы Октябрь. 1. 1985. с. 79-129 Наталия Ильина. Встречи (Лариса. Отец) Из автобиографической прозы Октябрь. 5. 1987. с. 83-109 Наталия Ильина. Печальные страницы Октябрь. 10. 1990. с. 129—141 Посмертная публикация: Наталия Ильина. Из последней папки Записи разных лет (1957—1993) Октябрь, 6, 2000, с.110-140